# 前庭球
前庭球（ぜんていきゅう、英: Bulb of vestibule、ラテン語: bulbus vestibuli vaginae ）は、膣と尿道の外側にある勃起する外陰部の性器である。前庭球は、陰核と共に、女性の勃起を構成する 。

## 構造

### 外部形態
各前庭球は卵形で、横方向に平らで前肢が狭くなり、後肢は丸みを帯びている 。前庭球の大きさは、長さが3〜4 cm、幅が約1cmである。前肢は円錐形で、陰核体の近くにある 。前肢では、2つの前庭球が、前庭球と陰核静脈をつなぐコベルト静脈叢を介して結合し、中葉球を形成する。後肢はよりボリュームがあり、バルトリン腺に隣接している  。
また、前庭球には、外側の面と内側の面がある。外側の面は凸面で、陰核脚に付いている。内側の面は凹面で、尿道と膣を囲んでいる。下端は小陰唇に向けられており、上端は泌尿生殖器の横隔膜に向けられている  。

### 内部
前庭球はやや発達が遅れた勃起組織でできており、小室は広く、壁は薄い。それらは薄い白膜と球海綿体筋で覆われている 。

## 生理
前庭球は性交において重要な役割を果たす。性的興奮の間、静脈の血管収縮による血液の蓄積のために前庭球は肥大する。その結果、膣が狭くなり、外陰部の体積が大きくなり、外側に突き出る 。また、肥大した前庭球が陰核脚と陰核体を圧迫し、快感とオーガズムの感覚を生み出すのに役立つ  。
オーガスム中の前庭球のリズミカルな収縮は、骨盤の筋肉とともに、観察可能な膣の収縮と血液の排出を引き起こす 。オーガスムがない場合、血液は数時間で前庭球から除去される 。

## 相同
前庭球は、男性の陰茎の尿道球と相同である。胚発生中に結合する尿道球とは異なり、前庭球は陰裂によって分離されたままである。